# Tournoi masculin de hockey sur gazon aux Jeux olympiques d'été de 2020
Navigation
Rio de Janeiro 2016 Paris 2024
Le tournoi masculin de hockey sur gazon aux Jeux olympiques d'été de 2020 se tient à Tokyo, au Japon, du 24 juillet au 5 août 2021 au Oi Hockey Stadium, c'est la 24e édition de cet événement.
Il était initialement prévu de se tenir du 25 juillet au 6 août 2020, mais le 24 mars 2020, ces Jeux sont reportés à cause de la pandémie de Covid-19.

## Calendrier de la compétition
| 24 | 25 | 26 | 27 | 28 | 29 | 30 | 31 | 1er | 2 | 3  | 4 | 5 | 6 |
| -- | -- | -- | -- | -- | -- | -- | -- | --- | - | -- | - | - | - |
| P  | P  | P  | P  | P  | P  | P  |    | QF  |   | DF |   | F |   |

|  | Jour de compétition |  | Jour de finale |

## Format de la compétition
Les douze équipes qualifiées sont réparties en deux poules de six équipes chacune. Au sein de chaque poule, toutes les équipes se rencontrent. Trois points sont attribués pour une victoire, un pour un match nul, et aucun pour une défaite. Les quatre premières équipes de chaque poule sont qualifiées pour les quarts de finale.

## Qualifications
Le Japon, pays-hôte, ainsi que les cinq champions continentaux sont directement qualifiés. Les autres pays sont qualifiés via les barrages. Le Japon est qualifié en deux temps, en tant que pays hôte et champion continental, donc le quota est ajouté aux barrages plutôt que d'aller au tournoi final.
| Événement                          | Dates                        | Lieu         | Quotas | Qualifiés                                                                                            |
| ---------------------------------- | ---------------------------- | ------------ | ------ | --- |
| Pays hôte                          | 7 septembre 2013             | Buenos Aires | 1      | Japon (15)                                                                                           |
| Jeux panaméricains 2019            | 30 juillet - 10 août 2019    | Lima         | 1      | Argentine (7)                                                                                        |
| Éliminatoires africains 2019       | 12 - 18 août 2019            | Stellenbosch | 1      | Afrique du Sud (14)                                                                                  |
| Euro 2019                          | 16 - 24 août 2019            | Anvers       | 1      | Belgique (2)                                                                                         |
| Coupe d'Océanie 2019               | 5 - 8 septembre 2019         | Rockhampton  | 1      | Australie (1)                                                                                        |
| Tournoi de qualification olympique | 25 octobre - 3 novembre 2019 | Divers       | 7      | Pays-Bas (3) Inde (4) Allemagne (5) Grande-Bretagne (6) Nouvelle-Zélande (8) Espagne (9) Canada (10) |

## Arbitres
Le 11 septembre 2019, les 14 arbitres sont désignés par la FIH.
| - Adam Kearns - Coen van Bunge - Raghu Prasad - Javed Shaikh | - Germán Montes de Oca - Christian Blasch - Ben Göntgen - Martin Madden | - Simon Taylor - David Tomlinson - Peter Wright | - Marcin Grochal - Jakub Mejzlík - Lim Hong Zhen |

## Phase de groupes
Les poules sont annoncées le 23 novembre 2019.
Toutes les heures correspondent au Japan Standard Time (UTC+9),.
En cas d'égalité de points de plusieurs équipes à l'issue des matchs de poule, les critères suivants sont appliqués dans l'ordre indiqué pour établir leur classement:
1. Points de chaque équipe,
2. Matchs gagnés,
3. Différence de buts,
4. Buts pour,
5. Plus grand nombre de points obtenus dans les matchs de poule disputés entre les équipes concernées,
6. Buts marqués en plein jeu.

### Groupe A
| Rang | Équipe           | J | V | N | D | BP | BC | Diff | Pts |
| ---- | ---------------- | - | - | - | - | -- | -- | ---- | --- |
| 1    | Australie        | 5 | 4 | 1 | 0 | 22 | 9  | +13  | 13  |
| 2    | Inde             | 5 | 4 | 0 | 1 | 15 | 13 | +2   | 12  |
| 3    | Argentine T      | 5 | 2 | 1 | 2 | 10 | 11 | -1   | 7   |
| 4    | Espagne          | 5 | 1 | 2 | 2 | 9  | 10 | -1   | 5   |
| 5    | Nouvelle-Zélande | 5 | 1 | 1 | 3 | 10 | 15 | -5   | 4   |
| 6    | Japon H          | 5 | 0 | 1 | 4 | 10 | 18 | -8   | 1   |

- Qualifié pour les quarts de finale

| Match 1               | Japon                               | 3 - 5   | Australie                                                     | Terrain Nord                                                        |                                                                     |
| 24 juillet 2021 09h30 | Ke. Tanaka 22e, 27e · Kirishita 26e | (3 - 2) | 11e Brand · 14e Craig · 31e Govers · 38e Zalewski · 50e Beale | Arbitrage : Jakub Mejzlik Lim Hong-Zhen Arbitre vidéo : Ben Göntgen | Arbitrage : Jakub Mejzlik Lim Hong-Zhen Arbitre vidéo : Ben Göntgen |
| 24 juillet 2021 09h30 | Rapport                             |         |                                                               | Arbitrage : Jakub Mejzlik Lim Hong-Zhen Arbitre vidéo : Ben Göntgen | Arbitrage : Jakub Mejzlik Lim Hong-Zhen Arbitre vidéo : Ben Göntgen |

| Match 2               | Inde                                | 3 - 2   | Nouvelle-Zélande         | Terrain Sud                                                           |                                                                       |
| 24 juillet 2021 10h00 | Rupinder 10e · Harmanpreet 26e, 33e | (2 - 1) | 6e Russell · 43e Jenness | Arbitrage : Coen van Bunge Martin Madden Arbitre vidéo : Peter Wright | Arbitrage : Coen van Bunge Martin Madden Arbitre vidéo : Peter Wright |
| 24 juillet 2021 10h00 | Rapport                             |         |                          | Arbitrage : Coen van Bunge Martin Madden Arbitre vidéo : Peter Wright | Arbitrage : Coen van Bunge Martin Madden Arbitre vidéo : Peter Wright |

| Match 4               | Argentine    | 1 - 1   | Espagne     | Terrain Sud                                                             |                                                                         |
| 24 juillet 2021 12h15 | Mazzilli 23e | (1 - 0) | 52e Quemada | Arbitrage : Simon Taylor David Tomlinson Arbitre vidéo : Coen van Bunge | Arbitrage : Simon Taylor David Tomlinson Arbitre vidéo : Coen van Bunge |
| 24 juillet 2021 12h15 | Rapport      |         |             | Arbitrage : Simon Taylor David Tomlinson Arbitre vidéo : Coen van Bunge | Arbitrage : Simon Taylor David Tomlinson Arbitre vidéo : Coen van Bunge |

| Match 7               | Australie                                                                       | 7 - 1   | Inde         | Terrain Nord                                                          |                                                                       |
| 25 juillet 2021 18h30 | Beale 10e · Hayward 21e · Ogilvie 23e · Beltz 26e · Govers 40e, 42e · Brand 51e | (4 - 0) | 34e Dilpreet | Arbitrage : Ben Göntgen Marcin Grochal Arbitre vidéo : Coen van Bunge | Arbitrage : Ben Göntgen Marcin Grochal Arbitre vidéo : Coen van Bunge |
| 25 juillet 2021 18h30 | Rapport                                                                         |         |              | Arbitrage : Ben Göntgen Marcin Grochal Arbitre vidéo : Coen van Bunge | Arbitrage : Ben Göntgen Marcin Grochal Arbitre vidéo : Coen van Bunge |

| Match 8               | Japon          | 1 - 2   | Argentine              | Terrain Sud                                                        |                                                                    |
| 25 juillet 2021 19h00 | Ke. Tanaka 60e | (0 - 2) | 5e Tolini · 19e Keenan | Arbitrage : Raghu Prasad Peter Wright Arbitre vidéo : Simon Taylor | Arbitrage : Raghu Prasad Peter Wright Arbitre vidéo : Simon Taylor |
| 25 juillet 2021 19h00 | Rapport        |         |                        | Arbitrage : Raghu Prasad Peter Wright Arbitre vidéo : Simon Taylor | Arbitrage : Raghu Prasad Peter Wright Arbitre vidéo : Simon Taylor |

| Match 9               | Espagne                                | 3 - 4   | Nouvelle-Zélande                                    | Terrain Nord                                                         |                                                                      |
| 25 juillet 2021 20h45 | González 26e · Quemada 31e · Boltó 39e | (1 - 2) | 14e Jenness · 27e Tarrant · 48e Russell · 57e Smith | Arbitrage : Adam Kearns Lim Hong-Zhen Arbitre vidéo : Coen van Bunge | Arbitrage : Adam Kearns Lim Hong-Zhen Arbitre vidéo : Coen van Bunge |
| 25 juillet 2021 20h45 | Rapport                                |         |                                                     | Arbitrage : Adam Kearns Lim Hong-Zhen Arbitre vidéo : Coen van Bunge | Arbitrage : Adam Kearns Lim Hong-Zhen Arbitre vidéo : Coen van Bunge |

| Match 13              | Argentine               | 2 - 5   | Australie                                               | Terrain Nord                                                           |                                                                        |
| 27 juillet 2021 09h30 | Tolini 4e · Casella 55e | (1 - 4) | 15e, 23e Govers · 21e Wickham · 25e Sharp · 39e Hayward | Arbitrage : Coen van Bunge Martin Madden Arbitre vidéo : Lim Hong-Zhen | Arbitrage : Coen van Bunge Martin Madden Arbitre vidéo : Lim Hong-Zhen |
| 27 juillet 2021 09h30 | Rapport                 |         |                                                         | Arbitrage : Coen van Bunge Martin Madden Arbitre vidéo : Lim Hong-Zhen | Arbitrage : Coen van Bunge Martin Madden Arbitre vidéo : Lim Hong-Zhen |

| Match 14              | Inde                               | 3 - 0   | Espagne | Terrain Sud                                                           |                                                                       |
| 27 juillet 2021 10h00 | Simranjeet 14e · Rupinder 15e, 51e | (2 - 0) |         | Arbitrage : Peter Wright Jakub Mejzlik Arbitre vidéo : Marcin Grochal | Arbitrage : Peter Wright Jakub Mejzlik Arbitre vidéo : Marcin Grochal |
| 27 juillet 2021 10h00 | Rapport                            |         |         | Arbitrage : Peter Wright Jakub Mejzlik Arbitre vidéo : Marcin Grochal | Arbitrage : Peter Wright Jakub Mejzlik Arbitre vidéo : Marcin Grochal |

| Match 15              | Japon                        | 2 - 2   | Nouvelle-Zélande      | Terrain Nord                                                                |                                                                             |
| 27 juillet 2021 11h45 | Yamasaki 3e · Ke. Tanaka 40e | (1 - 1) | 11e Wilson · 41e Lane | Arbitrage : German Montes de Oca Ben Göntgen Arbitre vidéo : Coen van Bunge | Arbitrage : German Montes de Oca Ben Göntgen Arbitre vidéo : Coen van Bunge |
| 27 juillet 2021 11h45 | Rapport                      |         |                       | Arbitrage : German Montes de Oca Ben Göntgen Arbitre vidéo : Coen van Bunge | Arbitrage : German Montes de Oca Ben Göntgen Arbitre vidéo : Coen van Bunge |

| Match 19              | Japon      | 1 - 4   | Espagne                                     | Terrain Nord                                                        |                                                                     |
| 28 juillet 2021 20h45 | Zendana 2e | (1 - 3) | 3e, 55e Lleonart · 23e Quemada · 28e Alegre | Arbitrage : Martin Madden Lim Hong-Zhen Arbitre vidéo : Ben Göntgen | Arbitrage : Martin Madden Lim Hong-Zhen Arbitre vidéo : Ben Göntgen |
| 28 juillet 2021 20h45 | Rapport    |         |                                             | Arbitrage : Martin Madden Lim Hong-Zhen Arbitre vidéo : Ben Göntgen | Arbitrage : Martin Madden Lim Hong-Zhen Arbitre vidéo : Ben Göntgen |

| Match 20              | Australie                                | 4 - 2   | Nouvelle-Zélande | Terrain Sud                                                                 |                                                                             |
| 28 juillet 2021 21h15 | Brand 9e, 50e · Govers 55e · Wickham 57e | (1 - 1) | 13e, 58e Russell | Arbitrage : Francisco Vázquez Marcin Grochal Arbitre vidéo : Coen van Bunge | Arbitrage : Francisco Vázquez Marcin Grochal Arbitre vidéo : Coen van Bunge |
| 28 juillet 2021 21h15 | Rapport                                  |         |                  | Arbitrage : Francisco Vázquez Marcin Grochal Arbitre vidéo : Coen van Bunge | Arbitrage : Francisco Vázquez Marcin Grochal Arbitre vidéo : Coen van Bunge |

| Match 21              | Argentine   | 1 - 3   | Inde                                    | Terrain Nord                                                         |                                                                      |
| 29 juillet 2021 09h30 | Casella 48e | (0 - 0) | 43e Varun · 58e Vivek · 59e Harmanpreet | Arbitrage : Ben Göntgen Jakub Mejzlik Arbitre vidéo : Coen van Bunge | Arbitrage : Ben Göntgen Jakub Mejzlik Arbitre vidéo : Coen van Bunge |
| 29 juillet 2021 09h30 | Rapport     |         |                                         | Arbitrage : Ben Göntgen Jakub Mejzlik Arbitre vidéo : Coen van Bunge | Arbitrage : Ben Göntgen Jakub Mejzlik Arbitre vidéo : Coen van Bunge |

| Match 25              | Australie   | 1 - 1   | Espagne     | Terrain Sud                                                        |                                                                    |
| 30 juillet 2021 10h00 | Wickham 18e | (1 - 0) | 60e Quemada | Arbitrage : Javed Shaikh Jakub Mejzlik Arbitre vidéo : Ben Göntgen | Arbitrage : Javed Shaikh Jakub Mejzlik Arbitre vidéo : Ben Göntgen |
| 30 juillet 2021 10h00 | Rapport     |         |             | Arbitrage : Javed Shaikh Jakub Mejzlik Arbitre vidéo : Ben Göntgen | Arbitrage : Javed Shaikh Jakub Mejzlik Arbitre vidéo : Ben Göntgen |

| Match 27              | Japon                                      | 3 - 5   | Inde                                                              | Terrain Nord                                                            |                                                                         |
| 30 juillet 2021 18h30 | Ke. Tanaka 19e · Watanabe 33e · Murata 59e | (1 - 2) | 13e Harmanpreet · 17e, 56e Gurjant · 34e Shamsher · 51e Nilakanta | Arbitrage : David Tomlinson Lim Hong-Zhen Arbitre vidéo : Jakub Mejzlik | Arbitrage : David Tomlinson Lim Hong-Zhen Arbitre vidéo : Jakub Mejzlik |
| 30 juillet 2021 18h30 | Rapport                                    |         |                                                                   | Arbitrage : David Tomlinson Lim Hong-Zhen Arbitre vidéo : Jakub Mejzlik | Arbitrage : David Tomlinson Lim Hong-Zhen Arbitre vidéo : Jakub Mejzlik |

| Match 28              | Argentine                                         | 4 - 1   | Nouvelle-Zélande | Terrain Sud                                                          |                                                                      |
| 30 juillet 2021 19h00 | Martínez 15e · Vila 17e · Tolini 44e · Keenan 60e | (2 - 1) | 14e Russell      | Arbitrage : Coen van Bunge Martin Madden Arbitre vidéo : Ben Göntgen | Arbitrage : Coen van Bunge Martin Madden Arbitre vidéo : Ben Göntgen |
| 30 juillet 2021 19h00 | Rapport                                           |         |                  | Arbitrage : Coen van Bunge Martin Madden Arbitre vidéo : Ben Göntgen | Arbitrage : Coen van Bunge Martin Madden Arbitre vidéo : Ben Göntgen |

### Groupe B
| Rang | Équipe          | J | V | N | D | BP | BC | Diff | Pts |
| ---- | --------------- | - | - | - | - | -- | -- | ---- | --- |
| 1    | Belgique        | 5 | 4 | 1 | 0 | 26 | 9  | +17  | 13  |
| 2    | Allemagne       | 5 | 3 | 0 | 2 | 19 | 10 | +9   | 9   |
| 3    | Grande-Bretagne | 5 | 2 | 2 | 1 | 11 | 11 | 0    | 8   |
| 4    | Pays-Bas        | 5 | 2 | 1 | 2 | 13 | 13 | 0    | 7   |
| 5    | Afrique du Sud  | 5 | 1 | 1 | 3 | 16 | 24 | -8   | 4   |
| 6    | Canada          | 5 | 0 | 1 | 4 | 9  | 27 | -18  | 1   |

- Qualifié pour les quarts de finale

| Match 3               | Belgique                | 3 - 1   | Pays-Bas        | Terrain Nord                                                         |                                                                      |
| 24 juillet 2021 11h45 | Hendrickx 41e, 44e, 45e | (0 - 0) | 35e Hertzberger | Arbitrage : Adam Kearns Marcin Grochal Arbitre vidéo : Lim Hong-Zhen | Arbitrage : Adam Kearns Marcin Grochal Arbitre vidéo : Lim Hong-Zhen |
| 24 juillet 2021 11h45 | Rapport                 |         |                 | Arbitrage : Adam Kearns Marcin Grochal Arbitre vidéo : Lim Hong-Zhen | Arbitrage : Adam Kearns Marcin Grochal Arbitre vidéo : Lim Hong-Zhen |

| Match 5               | Grande-Bretagne                   | 3 - 1   | Afrique du Sud | Terrain Nord                                                                |                                                                             |
| 24 juillet 2021 18h30 | Ward 2e · Ansell 32e · Waller 56e | (1 - 1) | 4e Guise-Brown | Arbitrage : German Montes de Oca Ben Göntgen Arbitre vidéo : Marcin Grochal | Arbitrage : German Montes de Oca Ben Göntgen Arbitre vidéo : Marcin Grochal |
| 24 juillet 2021 18h30 | Rapport                           |         |                | Arbitrage : German Montes de Oca Ben Göntgen Arbitre vidéo : Marcin Grochal | Arbitrage : German Montes de Oca Ben Göntgen Arbitre vidéo : Marcin Grochal |

| Match 6               | Allemagne                                                                       | 7 - 1   | Canada         | Terrain Sud                                                            |                                                                        |
| 24 juillet 2021 19h00 | Windfeder 11e, 28e · Rühr 22e, 25e · Häner 44e · Bosserhoff 59e · Grambusch 60e | (4 - 1) | 16e K. Pereira | Arbitrage : Francisco Vázquez Peter Wright Arbitre vidéo : Adam Kearns | Arbitrage : Francisco Vázquez Peter Wright Arbitre vidéo : Adam Kearns |
| 24 juillet 2021 19h00 | Rapport                                                                         |         |                | Arbitrage : Francisco Vázquez Peter Wright Arbitre vidéo : Adam Kearns | Arbitrage : Francisco Vázquez Peter Wright Arbitre vidéo : Adam Kearns |

| Match 10              | Pays-Bas                                                             | 5 - 3   | Afrique du Sud                           | Terrain Sud                                                            |                                                                        |
| 25 juillet 2021 21h15 | Pruijser 24e, 54e · Van Dam 29e · Brinkman 36e · Van der Weerden 48e | (2 - 3) | 2e M. Cassiem · 14e D. Cassiem · 18e Kok | Arbitrage : Javed Shaikh Jakub Mejzlik Arbitre vidéo : David Tomlinson | Arbitrage : Javed Shaikh Jakub Mejzlik Arbitre vidéo : David Tomlinson |
| 25 juillet 2021 21h15 | Rapport                                                              |         |                                          | Arbitrage : Javed Shaikh Jakub Mejzlik Arbitre vidéo : David Tomlinson | Arbitrage : Javed Shaikh Jakub Mejzlik Arbitre vidéo : David Tomlinson |

| Match 11              | Belgique                        | 3 - 1   | Allemagne | Terrain Nord                                                           |                                                                        |
| 26 juillet 2021 09h30 | Charlier 5e, 7e · Hendrickx 35e | (2 - 0) | 51e Häner | Arbitrage : Coen van Bunge David Tomlinson Arbitre vidéo : Adam Kearns | Arbitrage : Coen van Bunge David Tomlinson Arbitre vidéo : Adam Kearns |
| 26 juillet 2021 09h30 | Rapport                         |         |           | Arbitrage : Coen van Bunge David Tomlinson Arbitre vidéo : Adam Kearns | Arbitrage : Coen van Bunge David Tomlinson Arbitre vidéo : Adam Kearns |

| Match 12              | Grande-Bretagne            | 3 - 1   | Canada      | Terrain Nord                                                          |                                                                       |
| 26 juillet 2021 11h45 | Ansell 33e, 57e · Ward 41e | (0 - 0) | 51e Van Son | Arbitrage : Marcin Grochal Lim Hong-Zhen Arbitre vidéo : Peter Wright | Arbitrage : Marcin Grochal Lim Hong-Zhen Arbitre vidéo : Peter Wright |
| 26 juillet 2021 11h45 | Rapport                    |         |             | Arbitrage : Marcin Grochal Lim Hong-Zhen Arbitre vidéo : Peter Wright | Arbitrage : Marcin Grochal Lim Hong-Zhen Arbitre vidéo : Peter Wright |

| Match 16              | Allemagne                                    | 5 - 1   | Grande-Bretagne | Terrain Sud                                                         |                                                                     |
| 27 juillet 2021 12h15 | Fuchs 15e, 51e, 60e · Rühr 35e · Weigand 42e | (1 - 1) | 9e Roper        | Arbitrage : Adam Kearns Simon Taylor Arbitre vidéo : Marcin Grochal | Arbitrage : Adam Kearns Simon Taylor Arbitre vidéo : Marcin Grochal |
| 27 juillet 2021 12h15 | Rapport                                      |         |                 | Arbitrage : Adam Kearns Simon Taylor Arbitre vidéo : Marcin Grochal | Arbitrage : Adam Kearns Simon Taylor Arbitre vidéo : Marcin Grochal |

| Match 17              | Belgique                                                                                           | 9 - 4   | Afrique du Sud                                  | Terrain Nord                                                            |                                                                         |
| 27 juillet 2021 18h30 | Dohmen 4e, 15e · Hendrickx 9e, 18e, 40e · Briels 12e · Van Doren 14e · Gougnard 25e · Charlier 41e | (7 - 3) | 5e, 31e D. Cassiem · 23e M. Cassiem · 29e Ntuli | Arbitrage : Raghu Prasad Francisco Vázquez Arbitre vidéo : Simon Taylor | Arbitrage : Raghu Prasad Francisco Vázquez Arbitre vidéo : Simon Taylor |
| 27 juillet 2021 18h30 | Rapport                                                                                            |         |                                                 | Arbitrage : Raghu Prasad Francisco Vázquez Arbitre vidéo : Simon Taylor | Arbitrage : Raghu Prasad Francisco Vázquez Arbitre vidéo : Simon Taylor |

| Match 18              | Pays-Bas                                            | 4 - 2   | Canada                    | Terrain Nord                                                           |                                                                        |
| 27 juillet 2021 20h45 | Bakker 1e · Brinkman 4e · De Mol 50e · Pruijser 60e | (2 - 1) | 10e Wallace · 53e Pearson | Arbitrage : Javed Shaikh David Tomlinson Arbitre vidéo : Jakub Mejzlik | Arbitrage : Javed Shaikh David Tomlinson Arbitre vidéo : Jakub Mejzlik |
| 27 juillet 2021 20h45 | Rapport                                             |         |                           | Arbitrage : Javed Shaikh David Tomlinson Arbitre vidéo : Jakub Mejzlik | Arbitrage : Javed Shaikh David Tomlinson Arbitre vidéo : Jakub Mejzlik |

| Match 22              | Belgique | 9 - 1   | Canada      | Terrain Sud                                                       |                                                                   |
| 29 juillet 2021 10h00 | Hendrickx 12e, 40e · Dockier 29e, 32e · Denayer 39e · Gougnard 43e · Charlier 45e · Boon 51e · Van Aubel 55e | (2 - 1) | 15e Pearson | Arbitrage : Simon Taylor Peter Wright Arbitre vidéo : Adam Kearns | Arbitrage : Simon Taylor Peter Wright Arbitre vidéo : Adam Kearns |
| 29 juillet 2021 10h00 | Rapport |         |             | Arbitrage : Simon Taylor Peter Wright Arbitre vidéo : Adam Kearns | Arbitrage : Simon Taylor Peter Wright Arbitre vidéo : Adam Kearns |

| Match 23              | Allemagne                                | 3 - 4   | Afrique du Sud                                            | Terrain Nord                                                           |                                                                        |
| 29 juillet 2021 11h45 | Herzbruch 8e · Windfeder 22e · Staib 24e | (3 - 2) | 9e Guise-Brown · 13e Horne · 45e Spooner · 48e M. Cassiem | Arbitrage : Javed Shaikh David Tomlinson Arbitre vidéo : Martin Madden | Arbitrage : Javed Shaikh David Tomlinson Arbitre vidéo : Martin Madden |
| 29 juillet 2021 11h45 | Rapport                                  |         |                                                           | Arbitrage : Javed Shaikh David Tomlinson Arbitre vidéo : Martin Madden | Arbitrage : Javed Shaikh David Tomlinson Arbitre vidéo : Martin Madden |

| Match 24              | Pays-Bas                   | 2 - 2   | Grande-Bretagne | Terrain Sud                                                                  |                                                                              |
| 29 juillet 2021 12h15 | Brinkman 22e · Janssen 31e | (1 - 0) | 52e, 57e Ward   | Arbitrage : German Montes de Oca Raghu Prasad Arbitre vidéo : Marcin Grochal | Arbitrage : German Montes de Oca Raghu Prasad Arbitre vidéo : Marcin Grochal |
| 29 juillet 2021 12h15 | Rapport                    |         |                 | Arbitrage : German Montes de Oca Raghu Prasad Arbitre vidéo : Marcin Grochal | Arbitrage : German Montes de Oca Raghu Prasad Arbitre vidéo : Marcin Grochal |

| Match 26              | Canada                                                       | 4 - 4   | Afrique du Sud                                       | Terrain Sud                                                                  |                                                                              |
| 30 juillet 2021 12h15 | Pearson 11e · K. Pereira 17e · Boothroyd 42e · Ho-Garcia 59e | (2 - 2) | 2e Ntuli · 9e Spooner · 34e Guise-Brown · 58e Mvimbi | Arbitrage : German Montes de Oca Raghu Prasad Arbitre vidéo : Coen van Bunge | Arbitrage : German Montes de Oca Raghu Prasad Arbitre vidéo : Coen van Bunge |
| 30 juillet 2021 12h15 | Rapport                                                      |         |                                                      | Arbitrage : German Montes de Oca Raghu Prasad Arbitre vidéo : Coen van Bunge | Arbitrage : German Montes de Oca Raghu Prasad Arbitre vidéo : Coen van Bunge |

| Match 29              | Pays-Bas        | 1 - 3   | Allemagne                              | Terrain Nord                                                         |                                                                      |
| 30 juillet 2021 20h45 | Hertzberger 57e | (0 - 1) | 10e Wellen · 41e Staib · 54e Herzbruch | Arbitrage : Adam Kearns Marcin Grochal Arbitre vidéo : Lim Hong-Zhen | Arbitrage : Adam Kearns Marcin Grochal Arbitre vidéo : Lim Hong-Zhen |
| 30 juillet 2021 20h45 | Rapport         |         |                                        | Arbitrage : Adam Kearns Marcin Grochal Arbitre vidéo : Lim Hong-Zhen | Arbitrage : Adam Kearns Marcin Grochal Arbitre vidéo : Lim Hong-Zhen |

| Match 30              | Belgique              | 2 - 2   | Grande-Bretagne             | Terrain Sud                                                                |                                                                            |
| 30 juillet 2021 21h15 | Boon 37e · Briels 43e | (0 - 1) | 17e Shipperley · 38e Ansell | Arbitrage : Francisco Vázquez Simon Taylor Arbitre vidéo : David Tomlinson | Arbitrage : Francisco Vázquez Simon Taylor Arbitre vidéo : David Tomlinson |
| 30 juillet 2021 21h15 | Rapport               |         |                             | Arbitrage : Francisco Vázquez Simon Taylor Arbitre vidéo : David Tomlinson | Arbitrage : Francisco Vázquez Simon Taylor Arbitre vidéo : David Tomlinson |

## Tableau final
|  | Quarts de finale    | Quarts de finale |               |          | Demi-finales           | Demi-finales |  |  | Finale        | Finale |
|  | Quarts de finale    | Quarts de finale |               |          | Demi-finales           | Demi-finales |  |  | Finale        | Finale |
|  |                     |                  |               |          |                        |              |  |  |               |        |
|  |                     |                  |               |          |                        |              |  |  |               |        |
|  |                     |                  |               |          |                        |              |  |  |               |        |
|  | Argentine (7)       | 1                |               |          |                        |              |  |  |               |        |
|  | Argentine (7)       | 1                |               |          |                        |              |  |  |               |        |
|  | Allemagne (4)       | 3                |               |          |                        |              |  |  |               |        |
|  | Allemagne (4)       | 3                | Australie (1) | 3        |                        |              |  |  |               |        |
|  |                     |                  | Australie (1) | 3        |                        |              |  |  |               |        |
|  |                     | Allemagne (4)    | 1             |          |                        |              |  |  |               |        |
|  | Australie (1)       | Allemagne (4)    | 1             | 2 (3)    |                        |              |  |  |               |        |
|  | Australie (1)       |                  |               | 2 (3)    |                        |              |  |  |               |        |
|  | Pays-Bas (5)        | 2 (0)            |               |          |                        |              |  |  |               |        |
|  | Pays-Bas (5)        | 2 (0)            | Australie (1) | 1 (2)    |                        |              |  |  |               |        |
|  |                     |                  | Australie (1) | 1 (2)    |                        |              |  |  |               |        |
|  |                     | Belgique (2)     | 1 (3)         |          |                        |              |  |  |               |        |
|  | Belgique (2)        | Belgique (2)     | 1 (3)         | 3        |                        |              |  |  |               |        |
|  | Belgique (2)        |                  |               | 3        |                        |              |  |  |               |        |
|  | Espagne (9)         | 1                |               |          |                        |              |  |  |               |        |
|  | Espagne (9)         | 1                | Belgique (2)  | 5        |                        |              |  |  |               |        |
|  |                     |                  | Belgique (2)  | 5        | Match pour la 3e place |              |  |  |               |        |
|  |                     | Inde (3)         | 2             |          |                        |              |  |  |               |        |
|  | Inde (3)            | Inde (3)         | 2             | 3        |                        |              |  |  |               |        |
|  | Inde (3)            |                  |               | 3        |                        |              |  |  |               |        |
|  | Grande-Bretagne (6) | 1                |               | Inde (3) | 5                      |              |  |  |               |        |
|  | Grande-Bretagne (6) | 1                |               | Inde (3) | 5                      |              |  |  |               |        |
|  |                     |                  |               |          |                        |              |  |  | Allemagne (4) | 4      |
|  |                     |                  |               |          |                        |              |  |  | Allemagne (4) | 4      |

### Quarts de finale
| Match 32           | (7) Argentine | 1 - 3   | Allemagne (4)                      |                                                                      |                                                                      |
| 1er août 2021 9h30 | Casella 52e   | (0 - 1) | 19e, 48e Windfeder · 40e Herzbruch | Arbitrage : Coen van Bunge Jakub Mejzlik Arbitre vidéo : Adam Kearns | Arbitrage : Coen van Bunge Jakub Mejzlik Arbitre vidéo : Adam Kearns |
| 1er août 2021 9h30 | Rapport       |         |                                    | Arbitrage : Coen van Bunge Jakub Mejzlik Arbitre vidéo : Adam Kearns | Arbitrage : Coen van Bunge Jakub Mejzlik Arbitre vidéo : Adam Kearns |

| Match 31            | (1) Australie            | 2 - 2             | Pays-Bas (5)                          |                                                                             |                                                                             |
| 1er août 2021 12h00 | Wickham 13e, 38e         | (1 - 0)           | 32e Van der Weerden · 50e Hertzberger | Arbitrage : German Montes de Oca Ben Göntgen Arbitre vidéo : Marcin Grochal | Arbitrage : German Montes de Oca Ben Göntgen Arbitre vidéo : Marcin Grochal |
| 1er août 2021 12h00 | Rapport                  |                   |                                       | Arbitrage : German Montes de Oca Ben Göntgen Arbitre vidéo : Marcin Grochal | Arbitrage : German Montes de Oca Ben Göntgen Arbitre vidéo : Marcin Grochal |
| 1er août 2021 12h00 | Govers · Ogilvie · Brand | Tirs au but 3 - 0 | Hertzberger · Kemperman · De Geus     | Arbitrage : German Montes de Oca Ben Göntgen Arbitre vidéo : Marcin Grochal | Arbitrage : German Montes de Oca Ben Göntgen Arbitre vidéo : Marcin Grochal |

| Match 34            | (2) Belgique                  | 3 - 1   | Espagne (9) |                                                                      |                                                                      |
| 1er août 2021 18h30 | Hendrickx 38e, 57e · Boon 41e | (0 - 1) | 26e Alegre  | Arbitrage : Adam Kearns Lim Hong-Zhen Arbitre vidéo : Coen van Bunge | Arbitrage : Adam Kearns Lim Hong-Zhen Arbitre vidéo : Coen van Bunge |
| 1er août 2021 18h30 | Rapport                       |         |             | Arbitrage : Adam Kearns Lim Hong-Zhen Arbitre vidéo : Coen van Bunge | Arbitrage : Adam Kearns Lim Hong-Zhen Arbitre vidéo : Coen van Bunge |

| Match 33            | (3) Inde                               | 3 - 1   | Grande-Bretagne (6) |                                                                     |                                                                     |
| 1er août 2021 21h00 | Dilpreet 7e · Gurjant 16e · Hardik 57e | (2 - 0) | 45e Ward            | Arbitrage : Simon Taylor Marcin Grochal Arbitre vidéo : Ben Göntgen | Arbitrage : Simon Taylor Marcin Grochal Arbitre vidéo : Ben Göntgen |
| 1er août 2021 21h00 | Rapport                                |         |                     | Arbitrage : Simon Taylor Marcin Grochal Arbitre vidéo : Ben Göntgen | Arbitrage : Simon Taylor Marcin Grochal Arbitre vidéo : Ben Göntgen |

### Demi-finales
| Match 36          | (2) Belgique                                       | 5 - 2   | Inde (3)                    |                                                                    |                                                                    |
| 3 août 2021 10h30 | Luypaert 2e · Hendrickx 19e, 49e, 52e · Dohmen 60e | (2 - 2) | 7e Harmanpreet · 9e Mandeep | Arbitrage : Coen van Bunge Ben Göntgen Arbitre vidéo : Adam Kearns | Arbitrage : Coen van Bunge Ben Göntgen Arbitre vidéo : Adam Kearns |
| 3 août 2021 10h30 | Rapport                                            |         |                             | Arbitrage : Coen van Bunge Ben Göntgen Arbitre vidéo : Adam Kearns | Arbitrage : Coen van Bunge Ben Göntgen Arbitre vidéo : Adam Kearns |

| Match 35          | (1) Australie                     | 3 - 1   | Allemagne (2) |                                                                                |                                                                                |
| 3 août 2021 19h00 | Brand 7e · Govers 27e · Sharp 59e | (2 - 1) | 10e Windfeder | Arbitrage : German Montes de Oca Marcin Grochal Arbitre vidéo : Coen van Bunge | Arbitrage : German Montes de Oca Marcin Grochal Arbitre vidéo : Coen van Bunge |
| 3 août 2021 19h00 | Rapport                           |         |               | Arbitrage : German Montes de Oca Marcin Grochal Arbitre vidéo : Coen van Bunge | Arbitrage : German Montes de Oca Marcin Grochal Arbitre vidéo : Coen van Bunge |

### Match pour la médaille de bronze
| Match 37          | (3) Inde                                                          | 5 - 4   | Allemagne (4)                                   |                                                                    |                                                                    |
| 5 août 2021 10h30 | Simranjeet 17e, 34e · Hardik 27e · Harmanpreet 29e · Rupinder 31e | (3 - 3) | 2e Oruz · 24e Wellen · 25e Fürk · 48e Windfeder | Arbitrage : Adam Kearns Simon Taylor Arbitre vidéo : Jakub Mejzlik | Arbitrage : Adam Kearns Simon Taylor Arbitre vidéo : Jakub Mejzlik |
| 5 août 2021 10h30 | Rapport                                                           |         |                                                 | Arbitrage : Adam Kearns Simon Taylor Arbitre vidéo : Jakub Mejzlik | Arbitrage : Adam Kearns Simon Taylor Arbitre vidéo : Jakub Mejzlik |

### Match pour la médaille d'or
| Match 38          | (1) Australie                                 | 1 - 1             | Belgique (2)                              |                                                                       |                                                                       |
| 5 août 2021 19h00 | Wickham 47e                                   | (0 - 0)           | 32e Van Aubel                             | Arbitrage : Coen van Bunge Marcin Grochal Arbitre vidéo : Ben Göntgen | Arbitrage : Coen van Bunge Marcin Grochal Arbitre vidéo : Ben Göntgen |
| 5 août 2021 19h00 | Rapport                                       |                   |                                           | Arbitrage : Coen van Bunge Marcin Grochal Arbitre vidéo : Ben Göntgen | Arbitrage : Coen van Bunge Marcin Grochal Arbitre vidéo : Ben Göntgen |
| 5 août 2021 19h00 | Govers · Ogilvie · Brand · Simmonds · Whetton | Tirs au but 2 - 3 | Van Aubel · De Sloover · Denayer · Wegnez | Arbitrage : Coen van Bunge Marcin Grochal Arbitre vidéo : Ben Göntgen | Arbitrage : Coen van Bunge Marcin Grochal Arbitre vidéo : Ben Göntgen |

## Classement final
| Rang                         | Groupe | Équipe           | J | V | N | D | BP | BC | Diff | Pts | Classement mondial FIH | Classement mondial FIH | Classement mondial FIH |
| Rang                         | Groupe | Équipe           | J | V | N | D | BP | BC | Diff | Pts | Avant                  | Après                  | +/-                    |
| ---------------------------- | ------ | ---------------- | - | - | - | - | -- | -- | ---- | --- | ---------------------- | ---------------------- | ---------------------- |
| 1                            | B      | Belgique         | 8 | 6 | 2 | 0 | 35 | 13 | +22  | 20  | 2                      | 1                      | +1                     |
| 2                            | A      | Australie        | 8 | 5 | 3 | 0 | 28 | 13 | +15  | 18  | 1                      | 2                      | -1                     |
| 3                            | A      | Inde             | 8 | 6 | 0 | 2 | 25 | 23 | +2   | 18  | 4                      | 3                      | +1                     |
| 4                            | B      | Allemagne        | 8 | 4 | 0 | 4 | 27 | 19 | +8   | 12  | 5                      | 5                      | 0                      |
| Éliminés en quarts de finale |        |                  |   |   |   |   |    |    |      |     |                        |                        |                        |
| 5                            | B      | Pays-Bas         | 6 | 2 | 2 | 2 | 15 | 15 | 0    | 8   | 3                      | 4                      | -1                     |
| 6                            | B      | Grande-Bretagne  | 6 | 2 | 2 | 2 | 12 | 14 | -2   | 8   | 6                      | 6                      | 0                      |
| 7                            | A      | Argentine T      | 6 | 2 | 1 | 3 | 11 | 14 | -3   | 7   | 7                      | 7                      | 0                      |
| 8                            | A      | Espagne          | 6 | 1 | 2 | 3 | 10 | 13 | -3   | 5   | 9                      | 9                      | 0                      |
| Éliminés en phase de groupes |        |                  |   |   |   |   |    |    |      |     |                        |                        |                        |
| 9                            | A      | Nouvelle-Zélande | 5 | 1 | 1 | 3 | 10 | 15 | -5   | 4   | 8                      | 8                      | 0                      |
| 10                           | B      | Afrique du Sud   | 5 | 1 | 1 | 3 | 16 | 24 | -8   | 4   | 14                     | 12                     | +2                     |
| 11                           | A      | Japon H          | 5 | 0 | 1 | 4 | 10 | 18 | -8   | 1   | 15                     | 16                     | -1                     |
| 12                           | B      | Canada           | 5 | 0 | 1 | 4 | 9  | 27 | -18  | 1   | 10                     | 10                     | 0                      |

## Buteurs
209 buts ont été inscrits en 38 rencontres soit une moyenne de 5.5 buts par match.
| 14 buts - Alexander Hendrickx 7 buts - Blake Govers - Lukas Windfeder 6 buts - Tom Wickham - Harmanpreet Singh 5 buts - Kenta Tanaka - Tim Brand - Sam Ward - Kane Russell 4 buts - Rupinder Singh - Liam Ansell - Pau Quemada 3 buts - John-John Dohmen - Cédric Charlier - Simon Gougnard - Tom Boon - Jeroen Hertzberger - Mirco Pruijser - Thierry Brinkman - Timm Herzbruch - Christopher Rühr - Florian Fuchs - Maico Casella - Leandro Tolini | - Mark Pearson - Mustaphaa Cassiem - Matthew Guise-Brown - Dayaan Cassiem - Gurjant Singh - Simranjeet Singh 2 buts |  |  |

Source: Tokyo 2020